# Protocolo de Brazavile
O Protocolo de Brazavile (nome oficial em inglês: Agreement between the Government of the Republic of Cuba and  the Government of the People's Republic of Angola for the Conclusions of the Internationalist Mission of the Cuban Military Contingent) determinou a retirada das tropas cubanas de Angola, pavimentando o caminho para a independência da Namíbia através dos Acordos de Nova Iorque. Os representantes dos governos de Angola, Cuba e África do Sul assinaram o protocolo em 13 de Dezembro de 1988 em Brazavile, República do Congo.